# 하승진
하승진(河昇鎭, 1985년 8월 4일 ~ )은 대한민국의 은퇴한 농구 선수로 현역 시절 포지션은 센터다. 농구 선수 하동기의 아들이자 하은주의 동생이다. 키가 221cm로 역대 한국인 농구선수 중 키가 가장 큰 인물이다. 2004년 NBA 드래프트에서 2라운드 46순위로 포틀랜드 트레일블레이저스에 지명된 후 그 팀에서 활동하여 대한민국 국적 농구 선수 중 유일하게 전미 농구 협회(NBA)에서 뛴 경력이 있는 선수가 되었다.여담으로 드와이트 하워드와 동기이다.
이후 2008년에 한국프로농구(KBL)의 전주 KCC 이지스에 입단했다. 2012년 7월 15일에 결혼하였으며, 그 해 7월 26일 육군훈련소에 입소하여 군사 훈련을 마친 후 공익근무요원으로 복무하다가 2014년 소집해제되어  KCC로 돌아왔다. 이후 2019년까지 뛰다가 그 해 5월 14일 현역 은퇴를 선언했다. 은퇴 후에는 유튜버와 방송인으로 활동하고 있다.

## 학력
- 서울 은평구 선일초등학교
- 삼일중학교
- 삼일상업고등학교
- 연세대학교 사회체육학과 학사 (2004학번)
- 명지대학교 대학원 석사

## 가족 관계
아버지: 하동기(1959년 ~ )키 205cm
- 어머니: 권용숙(1958년 ~ )
- 누나: 하은주(1983년 9월 25일 ~ )
- 배우자: 김화영(1987년 ~ )
  - 아들: 하지훈(2012년 ~ )
  - 딸: 하지해(2017년 ~ )

## 방송 프로그램
- 2019년 MBC 《마이 리틀 텔레비전 V2》
- 2019년 SBS 플러스 《똥강아지들》
- 2019년 TV조선 《아내의 맛》
- 2019년 tvN 《연말엔 tvN - 박나래 쇼》
- 2020년 MBC 《끼리끼리》
- 2020년 tvN 《수미네 반찬》
- 2020년 MBC 《전지적 참견 시점》
- 2020년 TV조선 《식객 허영만의 백반기행》
- 2021년 MBC 에브리원 《대한외국인》
- 2021년 tvN 《어사와 조이》 - 바회 역
- 2023년 유튜브 《픽플러스》